# Lipová Lázně zastávka
Lipová Lázně zastávka – przystanek kolejowy we wsi Lipová-lázně, w kraju ołomunieckim, w Czechach. Znajduje się na wysokości 485 m n.p.m. i leży na linii kolejowej nr 292.